# Did You Know That There's a Tunnel Under Ocean Blvd
Did You Know That There's a Tunnel Under Ocean Blvd é o nono álbum de estúdio da cantora, compositora e produtora musical estadunidense Lana Del Rey. Foi lançado em 24 de março de 2023, por intermédio da Interscope e Polydor Records. O álbum apresenta produção de Del Rey, Mike Hermosa, Jack Antonoff, Drew Erickson, Zach Dawes e Benji; contém colaborações com os artistas musicais Jon Batiste, Bleachers, Father John Misty, Tommy Genesis, SYML e Riopy.
Após seu lançamento, Did You Know That There's a Tunnel Under Ocean Blvd recebeu aclamação dos críticos de música, com a maioria elogiando o lirismo e a produção de Del Rey, e alguns declarando ser o seu melhor trabalho até o momento, bem como sua obra-prima. Foi classificado entre os melhores álbuns de 2023 por diversas publicações. Comercialmente, o álbum liderou as tabelas de discos em oito países e alcançou o top cinco em mais 20 outros, incluindo os Estados Unidos, onde alcançou a posição número três na Billboard 200, principal tabela do país.
Três singles precederam o lançamento do álbum, a faixa-título, "Did You Know That There's a Tunnel Under Ocean Blvd", foi lançada como o primeiro single do álbum em 7 de dezembro de 2022; o segundo e o terceiro singles, "A&W" e "The Grants" foram lançados respectivamente em 14 de fevereiro e 14 de março de 2023. "Candy Necklace" com a participação do artista estadunidense Jon Batiste foi lançada fisicamente como o quarto single do álbum em 6 de outubro de 2023. O álbum foi indicado nas categorias Álbum do Ano e Melhor Álbum de Música Alternativa na 66ª cerimônia do Grammy Awards, enquanto as canções "A&W" foi indicada em Canção do Ano e Melhor Performance de Música Alternativa;  e "Candy Necklace" em Melhor Performance Pop de Grupo/Dupla.

## Desenvolvimento e gravação
O trabalho no álbum começou logo após o lançamento de seu oitavo álbum de estúdio, Blue Banisters, em outubro de 2021. Del Rey partiu da linguagem colorida e construção de um mundo, encontrada em seus outros trabalhos, em favor de um estilo de conversação, contando com um processo que ela chamou de "canto automático". Ela cantava qualquer coisa que lhe viesse à mente num aplicativo de notas de voz em seu telefone, depois foi "enviando aquelas gravações de som realmente cruas" para o compositor Drew Erickson, que adicionaria reverberação a seus vocais, bem como um instrumental orquestral. A primeira canção escrita para o álbum, "Fingertips", foi gravada dessa forma, sem nenhuma composição prévia.
Del Rey eventualmente começou a trabalhar com outros colaboradores. Ela começou a trabalhar com Mike Hermosa, um importante colaborador do álbum, quando ele a visitava e tocava seu piano. Del Rey o ouvia tocar e pedia para gravar a melodia. No final da produção, Del Rey chamou o seu colaborador de longa data, Jack Antonoff, revelando sentir falta de fazer um álbum com ele.

## Composição
Did You Know That There's a Tunnel Under Ocean Blvd é descrito como um álbum nos gêneros Americana e pop alternativo, e contém influências do gospel, folk e trap. O álbum contrasta com a abordagem tradicional de Del Rey de "construção de um mundo", encontrada em seus outros trabalhos, como em Norman Fucking Rockwell! (2019). Del Rey chamou a criação do álbum de "totalmente sem esforço", dizendo que queria que a música tivesse "um elemento espiritual". O álbum foi produzido pela própria artista juntamente com seu frequente colaborador Jack Antonoff, além de Mike Hermosa, Drew Erickson, Zach Dawes e Benji, e colaborações com Jon Batiste, SYML, Riopy, Father John Misty, Bleachers (liderado por Antonoff) e Tommy Genesis.

### Canções
O álbum contém 16 faixas, composto por 14 canções e dois interlúdios. A primeira faixa é "The Grants", intitulada com o nome de sua família, a canção serve como uma ode para a mesma. A canção seguinte é a faixa-título. "Margaret", a 13ª faixa do álbum, foi inspirada na esposa de Antonoff, Margaret Qualley, e apresenta a banda do produtor, Bleachers, como artista convidado. "Kintsugi" e "Fingertips" foram descritos por Del Rey como "super longas e prolixos", contendo seus "pensamentos mais íntimos". O título de "Paris, Texas" é uma referência ao filme de mesmo nome lançado em 1984 e apresenta amostras de "I Wanted to Leave" do SYML. "Grandfather Please Stand on the Shoulders of My Father While He's Deep-Sea Fishing" contém amostras de "Flo" do artista Riopy. A última faixa do álbum "Taco Truck x VB", após divulgação das faixas, foi suspeita pelos fãs de possuir sample, interpolação ou envolver de alguma forma a sua própria canção de 2018 "Venice Bitch"; posteriormente, Del Rey confirmou tais suspeitas, afirmando que a faixa seria "a versão suja, pesada, original e inédita de 'Venice Bitch'". Jack Antonoff revelou durante uma sessão para o Mix with the Masters que "A&W" foi gravada em dois dias. Antonoff também revelou que a seção "Jimmy" da canção foi retirada do conceito "club" de Norman Fucking Rockwell!, gravado em 2018. A produção e improvisações foram concluídas para completar a faixa para seu lançamento em Did You Know That There’s a Tunnel Under Ocean Blvd.

## Arte da capa
As artes do álbum foram fotografadas por Neil Krug, frequente colaborador de Del Rey, e foram escolhidas entre 65 imagens diferentes, incluindo uma em que a artista aparece nua. Quando perguntada sobre não usar tal imagem como capa principal do álbum, Del Rey disse que "queria revelar algo sobre mim que eu realmente achava bonito", mas depois se perguntou se a decisão de aparecer nua era uma expressão artística ou seria vista como cumprindo uma necessidade de ser vista. Ela, por fim, decidiu não usar a foto para "deixar apenas as canções falarem por enquanto". A arte da capa contendo a artista nua foi posteriormente usada para uma edição de vinil limitada.

## Lançamento e promoção
O álbum foi originalmente previsto para ser lançado em 10 de março de 2023, seu lançamento foi adiado para 24 de março por razões não divulgadas. O alinhamento das faixas foi revelado em 13 de janeiro. Did You Know That There's a Tunnel Under Ocean Blvd foi lançado em 24 de março em vários formatos, como vinil e fita cassete.
Para divulgar o álbum, Del Rey fez algumas aparições promocionais. O álbum foi anunciado e disponibilizado para pré-venda em 7 de dezembro de 2022. Del Rey foi capa da edição de março de 2023 da Interview, onde foi entrevistada por Billie Eilish. Ela foi entrevistada por Kristin Robinson para um recurso da Billboard sobre Del Rey, no qual a artista venceu o prêmio inaugural Visionary Award no Billboard Women in Music Awards de 2023. Del Rey está confirmada para ser a atração principal de vários festivais de música, incluindo o MITA Festival no Brasil em 27 de maio no Rio de Janeiro e em 3 de junho em São Paulo; no Glastonbury Festival em Pilton, Somerset em 21 de junho e no Outside Lands Music and Arts Festival em São Francisco, Califórnia em 11 de agosto de 2023.

### Singles
Três canções do Did You Know That There's a Tunnel Under Ocean Blvd foram lançadas antes do lançamento do álbum. Em 7 de dezembro de 2022, a faixa-título, serviu como o primeiro single, juntamente com a pré-venda e anúncio do álbum; a canção atingiu a posição número 23 na tabela Hot Rock & Alternative Songs da Billboard (EUA), e foi recebida positivamente pela crítica. O segundo single, "A&W", foi lançado em 14 de fevereiro de 2023. A canção atingiu a décima posição na Hot Rock & Alternative Songs, e a quinta posição na tabela Bubbling Under Hot 100. "A&W" recebeu aclamação da crítica por sua produção experimental e letras, ganhando o selo Best New Track da Pitchfork. O terceiro single e faixa de abertura do álbum, "The Grants", estreou no programa Future Sounds with Clara Amfo da BBC Radio 1 em 14 de março de 2023 e posteriormente foi lançado nas plataformas de streaming. A canção atingiu a posição número 35 na tabela Hot Singles da Nova Zelândia. A faixa "Candy Necklace" com Jon Bastiste foi lançada em 6 de outubro de 2023 como o quarto single oficial do álbum, em forma limitada de picture disc.

## Análise da crítica
| Críticas profissionais | Críticas profissionais |
| Pontuações agregadas   | Pontuações agregadas   |
| Fonte                  | Avaliação              |
| ---------------------- | ---------------------- |
| AnyDecentMusic?        | 7.7/10                 |
| Metacritic             | 80/100                 |
| Album of the Year      | 79/100                 |
| Avaliações da crítica  |                        |
| Fonte                  | Avaliação              |
| Clash                  | 7/10                   |
| DIY                    | [ 42 ]                 |
| Gigwise                | [ 43 ]                 |
| The Guardian           | [ 44 ]                 |
| The Independent        | [ 45 ]                 |
| The Line of Best Fit   | 7/10                   |
| NME                    | [ 47 ]                 |
| Pitchfork              | 8.3/10                 |
| Slant                  | [ 49 ]                 |
| The Times              | [ 50 ]                 |

Did You Know That There's a Tunnel Under Ocean Blvd foi recebido com aclamação pelos críticos de música, com alguns declarando ser um dos melhores trabalhos de Del Rey. No Metacritic, que atribui uma classificação normalizada de 100 a críticas de publicações populares, o álbum recebeu uma média de 80, com base em 25 opiniões, o que indica "análises geralmente positivas". Já o agregador AnyDecentMusic? deu nota 7.7 de 10, com base em uma avaliação do consenso crítico.
Em sua análise para a Clash, Robin Murray deu ao álbum uma classificação 7 de 10 e o chamou de "ambicioso e as vezes inquietante", e o comparou com sua coleção de poesia de 2020 Violet Bent Backwards over the Grass. Murray continuou dizendo que o álbum é "emoldurado por pólos gêmeos de classicismo e experimentação", mas "nunca sucumbe verdadeiramente a nenhum deles". Concedendo 3,5 de 5 estrelas, Lisa Wright da DIY observou que o álbum é um dos melhores trabalhos de Del Rey, declarando "que se desenrola como um drama de Tennessee Williams". Lucy Harbon, da Gigwise, chamou o álbum de obra-prima, dando-lhe uma classificação 10 de 10 estrelas e aplaudindo sua performance vocal e referências a seu próprio trabalho anterior. Escrevendo para o The Guardian, Shaad D'Souza deu ao álbum 4 de 5 estrelas, chamando-o de "seu álbum mais silencioso e obstinadamente inescrutável em muito tempo, talvez desde a rebelde e silenciosa Honeymoon de 2015. [. ..] Em vez disso, muitas canções aqui são sutis, vaporosas, mas potentes da mesma forma". Annabel Nugent do The Independent deu ao álbum 4 de 5 estrelas. Nugent chamou o álbum de "arrebatador, em camadas" e "ruminativo", apontando que algumas das canções que Del Rey compôs como um discurso retórico "são longas e podem ser repetitivas, mas, na verdade, um discurso retórico nunca soou tão atraente". O escritor da The Line of Best Fit, Liam Inscoe-Jones concedeu ao álbum uma classificação 7 de 10 e opinou que as canções estão "facilmente entre as mais complicadas emocionalmente". Inscoe-Jones elogiou o som do álbum, dizendo que ele foi "projetado para ficar na prateleira dos clássicos", mas criticou seus interlúdios, assim como as canções finais. Numa revisão para a NME, Rhian Daly deu 4 de 5 estrelas e aponta que em Did You Know That There's a Tunnel Under Ocean Blvd, Del Rey "entra em um novo território lírico", bem como em "novos mundos sonoros", e continuou dizendo que o álbum "firma o status de Del Rey como uma das compositoras mais intrigantes da música moderna". Olivia Horn da Pitchfork disse que álbum "chega como um trabalho em processo, arrebatador e confuso, cheio de reflexões silenciosas e interrupções altas", dando ao álbum uma pontuação de 8,3. Em análises não muito positivas, Paul Attard da Slant deu ao álbum 3 de 5 estrelas e o chamou de "uma das declarações artísticas mais obtusas de Del Rey até hoje". Attard criticou a duração do álbum, chamando-o de "longo", mas elogiou canções como "A&W" e "Paris, Texas". Em junho de 2023, a Alternative Press publicou uma lista dos 25 melhores álbuns do ano até o momento e incluiu o álbum, chamando-o de "estranho e adorável, possuindo a frouxidão estética e estrutural de um artista que desafia gênero e forma".

## Condecorações

### Prêmios e indicações
Em 10 de novembro de 2023, o álbum rendeu a Del Rey 5 indicações para o 66ª cerimônia anual do Grammy Awards, o maior número de indicações em sua carreira, incluindo nas categorias Álbum do Ano e Melhor Álbum de Música Alternativa. A canção "A&W" foi indicada nas categorias Canção do Ano e Melhor Performance de Música Alternativa, enquanto "Candy Necklace" com Jon Batiste em Melhor Performance Pop de Grupo/Dupla.
| Ano  | Cerimônia               | Categoria                          | Resultado | Ref.   |
| ---- | ----------------------- | ---------------------------------- | --------- | ------ |
| 2024 | Grammy Awards           | Álbum do Ano                       | Indicado  | [ 52 ] |
| 2024 | Grammy Awards           | Melhor Álbum de Música Alternativa | Indicado  | [ 52 ] |
| 2024 | Gold Derby Music Awards | Álbum do Ano                       | Indicado  | [ 53 ] |
| 2024 | Gold Derby Music Awards | Melhor Álbum de Rock/Alternativo   | Venceu    | [ 53 ] |
| 2024 | Purecharts Awards       | Álbum Internacional do Ano         | Venceu    | [ 54 ] |

### Listas de fim de ano
| Publicação            | Lista                             | Pos. | Ref.   |
| --------------------- | --------------------------------- | ---- | ------ |
| AllMusic              | O Melhor de 2023                  | —    | [ 55 ] |
| Billboard             | Os 50 Melhores Álbuns de 2023     | 9    | [ 56 ] |
| British GQ            | Os Melhores Álbuns de 2023        | —    | [ 57 ] |
| Dazed                 | Os 20 Melhores Álbuns de 2023     | 1    | [ 58 ] |
| Esquire               | Os 20 Melhores Álbuns de 2023     | 20   | [ 59 ] |
| Exclaim!              | 50 Melhores Álbuns de 2023        | 16   | [ 60 ] |
| Gorilla vs. Bear      | Melhores Álbuns de 2023           | 18   | [ 61 ] |
| Les Inrocks           | Melhores Álbuns de 2023           | 6    | [ 62 ] |
| The Los Angeles Times | Os 20 Melhores Álbuns de 2023     | 10   | [ 63 ] |
| Mojo                  | 75 Melhores Álbuns de 2023        | 6    | [ 64 ] |
| The New York Times    | Melhores Álbuns de 2023           | 4    | [ 65 ] |
| The New Yorker        | Melhores Álbuns de 2023           | 5    | [ 66 ] |
| NME                   | Os Melhores Álbuns de 2023        | 23   | [ 67 ] |
| Nylon                 | Os 10 Melhores Álbuns de 2023     | 1    | [ 68 ] |
| Paste                 | Os 50 Melhores Álbuns de 2023     | 24   | [ 69 ] |
| People                | Top 10 Álbuns de 2023             | 2    | [ 70 ] |
| Pitchfork             | Os 50 Melhores Álbuns de 2023     | 11   | [ 71 ] |
| PopMatters            | Os 20 Melhores Álbuns Pop de 2023 | 6    | [ 72 ] |
| Record Collector      | Melhores Álbuns de 2023 2023      | 5    | [ 73 ] |
| The Ringer            | Os 27 Melhores Álbuns de 2023     | 2    | [ 74 ] |
| Rolling Stone         | Os 100 Melhores Álbuns de 2023    | 21   | [ 75 ] |
| Slant Magazine        | Os 50 Melhores Álbuns de 2023     | 1    | [ 76 ] |
| The Sunday Times      | Os 20 Melhores Álbuns de 2023     | 1    | [ 77 ] |
| Time Out              | Os 30 Melhores Álbuns de 2023     | 1    | [ 78 ] |
| Uncut                 | 75 Melhores Álbuns de 2023        | 6    | [ 79 ] |
| Wired                 | Os 10 Melhores Álbuns de 2023     | —    | [ 80 ] |

## Desempenho comercial
Did You Know That There's a Tunnel Under Ocean Blvd estreou na primeira posição com 41.925 unidades vendidas (9.717 CDs, 20.809 álbuns de vinil, 2.582 cassetes e 998 downloads digitais, bem como 7.819 unidades de streams equivalentes a vendas). Tornou-se o álbum mais vendido da artista em sua primeira semana, o sexto álbum número um de Del Rey no Reino Unido, bem como o álbum mais vendido de 2023 no país. Em 9 de setembro de 2023 recebeu certificação de ouro pela venda de 100.000 unidades.
Nos Estados Unidos, Did You Know That There's a Tunnel Under Ocean Blvd estreou na terceira posição na Billboard 200 com 115.000 unidades equivalente ao álbum. Dessa soma, as vendas puras totalizaram 87.000 cópias e 28.000 unidades de streaming (calculado a partir de 36.14 milhões de streams sob demanda). É sua maior semana de estreia desde Honeymoon (2015) e se tornou seu nono projeto a estrear no top 10 da tabela nos Estados Unidos. Na segunda semana, caiu para a décima posição, vendendo 38.000 unidades.
Did You Know That There's a Tunnel Under Ocean Blvd estreou com 18.303.861 reproduções em seu primeiro dia e 72.520.503 reproduções em sua primeira semana no Spotify, se tornando a maior estreia de Del Rey na plataforma de streaming.

## Alinhamento das faixas
| Did You Know That There's a Tunnel Under Ocean Blvd |                                                                                                  |                                                             |                                                 |         |  |
| N.º                                                 | Título                                                                                           | Compositor(es)                                              | Produtor(es)                                    | Duração |  |
| 1.                                                  | "The Grants"                                                                                     | Lana Del Rey Mike Hermosa                                   | Del Rey Drew Erickson Zach Dawes                | 4:55    |  |
| 2.                                                  | "Did You Know That There's a Tunnel Under Ocean Blvd"                                            | Del Rey Hermosa                                             | Del Rey Hermosa Jack Antonoff Erickson Dawes    | 4:45    |  |
| 3.                                                  | "Sweet"                                                                                          | Del Rey Erickson                                            | Del Rey Erickson                                | 3:36    |  |
| 4.                                                  | "A&W"                                                                                            | Del Rey Antonoff Sam Dew                                    | Del Rey Antonoff                                | 7:13    |  |
| 5.                                                  | "Judah Smith Interlude"                                                                          | Del Rey Antonoff Judah Smith                                | Del Rey Antonoff                                | 4:36    |  |
| 6.                                                  | "Candy Necklace" (com Jon Batiste)                                                               | Del Rey Jon Batiste                                         | Del Rey Dawes Nick Waterhouse [a] Ian Doerr [a] | 5:14    |  |
| 7.                                                  | "Jon Batiste Interlude"                                                                          | Del Rey Batiste                                             | Del Rey Antonoff Dawes                          | 3:33    |  |
| 8.                                                  | "Kintsugi"                                                                                       | Del Rey Antonoff                                            | Del Rey Antonoff Laura Sisk                     | 6:18    |  |
| 9.                                                  | "Fingertips"                                                                                     | Del Rey Erickson                                            | Erickson                                        | 5:48    |  |
| 10.                                                 | "Paris, Texas" (com SYML)                                                                        | Del Rey SYML                                                | Del Rey Antonoff                                | 3:26    |  |
| 11.                                                 | "Grandfather Please Stand on the Shoulders of My Father While He's Deep-Sea Fishing" (com Riopy) | Del Rey RIOPY                                               | Del Rey Antonoff                                | 4:00    |  |
| 12.                                                 | "Let the Light In" (com Father John Misty)                                                       | Del Rey Hermosa Benji Lysaght                               | Del Rey Erickson Hermosa                        | 4:38    |  |
| 13.                                                 | "Margaret" (com Bleachers)                                                                       | Del Rey Antonoff                                            | Del Rey Antonoff                                | 5:39    |  |
| 14.                                                 | "Fishtail"                                                                                       | Del Rey Antonoff Aljosha Frederick Konstanty Anne Tomberlin | Del Rey Antonoff                                | 4:02    |  |
| 15.                                                 | "Peppers" (com Tommy Genesis)                                                                    | Del Rey Genesis Hermosa Lysaght                             | Del Rey Antonoff Lysaght Father                 | 4:08    |  |
| 16.                                                 | "Taco Truck x VB"                                                                                | Del Rey Antonoff Hermosa                                    | Del Rey Antonoff                                | 5:53    |  |
| Duração total:                                      | Duração total:                                                                                   | Duração total:                                              | Duração total:                                  | 77:43   |  |

Notas
- Faixas 2 e 11 são estilizadas em forma de frase.
- ↑[a]  denota produtores adicionais ou produção adicional.

Amostras e interpolações
- "Sweet" interpola o refrão de "Wait for Life", escrita por Emile Haynie e Lana Del Rey, interpretada por Del Rey.
- "A&W" contém interpolação de "Norman Fucking Rockwell" , escrita por Lana Del Rey e Jack Antonoff e interpretada por Del Rey; contém amostras da canção "Shimmy, Shimmy, Ko-Ko-Bop" da banda Little Anthony and the Imperials.
- "Paris, Texas" contém amostras de "I Wanted to Leave", escrita por Brian Fennell e interpretada por SYML.
- "Grandfather Please Stand on the Shoulders of My Father While He's Deep-Sea Fishing" contém amostras de "Flo", escrita e interpretada por Riopy.
- "Fishtail" contém amostras de "Wanderlust", escrita e performada por Aljosha Frederick Konstanty.
- "Peppers" contém amostras de "Angelina", escrita por Genesis Mohanraj e interpretada por Tommy Genesis.
- "Taco Truck x VB" é uma versão inicial de "Venice Bitch", escrita por Del Rey e Antonoff e interpretada por Del Rey.

## Créditos
Musicistas
- Lana Del Rey – vocais (todas as faixas), vocais de apoio (faixas 1–4, 12, 13, 15, 16), glockenspiel (4), assobio (8)
- Mike Hermosa – guitarra acústica (1, 2, 12, 15), piano (12)
- Melodye Perry – vocais de apoio (1, 2)
- Pattie Howard – vocais de apoio (1, 2)
- Shikena Jones – vocais de apoio (1, 2)
- Zach Dawes – baixo (1, 12)
- Benji Lysaght – guitarra elétrica (1, 12, 15), guitarra acústica (2, 12), efeitos sonoros (2), violão de doze cordas (12)
- Drew Erickson – piano, arranjo de cordas, baixo sintetizado (1–3, 9, 12); Hammond B3, cordas (1, 9, 12); sintetizador (1, 12), maestro (2, 3), órgão (3); mellotron, synth pads, piano elétrico Wurlitzer (9); bateria (12)
- Jack Antonoff – bateria (2, 4, 7, 8, 13–16), programação (2, 4, 5, 7, 13–16), baixo sintetizado (2, 4, 10, 11, 14, 16), guitarra elétrica (2, 5, 7, 10, 11, 13–16), piano (4, 5, 7, 8, 10, 11, 13, 14, 16), Mellotron (4, 7, 10, 11, 13, 14, 16), guitarra acústica (4, 8, 10, 11, 13, 15), synth pads (4, 11), violão de doze cordas (4, 13, 14), sinos (4, 15), baixo Moog (4), baixo (7, 13), sintetizador (8, 13–16), vocais (13, 16); vocais de apoio, banjo (13); teclado (16)
- Christine Kim – violoncelo (2, 3)
- Jake Braun – violoncelo (2, 3)
- Logan Hone – clarinete, saxofone (2)
- Jim Keltner – bateria (2)
- Andrew Bulbrook – violino (2, 3)
- Charlie Bisharat – violino (2, 3)
- Paul J. Cartwright – violino (2, 3)
- Wynton Grant – violino (2, 3)
- Sam Dew – vocais de apoio (4)
- Judah Smith – vocais (5)
- Connor Gallaher – guitarra acústica, guitarra barítono, pedal steel (6)
- Ian Doerr – celesta, Mellotron, Rhodes, arranjo de cordas (6)
- Felix Havstad Ziska – violoncelo, arranjo de cordas, violino (6)
- Brian Long – contrabaixo (6)
- Jackson MacIntosh – guitarra elétrica (6)
- Nick Waterhouse – guitarra elétrica (6)
- Will Worden – guitarra elétrica (6)
- Jon Batiste – piano (6, 7), vocais (7)
- Brian Fennell – piano (10)
- Riopy – piano (11)
- Evan Smith – saxofone (11, 13)
- Josh Tillman – vocais (12)
- Sean Hutchinson – bateria (13)
- Mikey Freedom Hart – guitarra elétrica, sintetizador (13)
- Mike Riddleberger – piano (13)
- Zem Audu – saxofone (13)
- Chuck Grant – orador (14)
- Gus Seyffert – baixo, teclado (15)
- Carla Azar – bateria (15)
- Phoenix Grant – sintetizador (15)
- Tommy Genesis – vocais (15)
- Margaret Qualley – orador (16)

Técnico
- Ruairi O'Flaherty – masterização
- Dick Beetham – masterização (11)
- Dean Reid – mixagem (1, 3, 6, 9, 12), engenheiro (1–3, 9, 12)
- Laura Sisk – mixagem, engenheiro (2, 4, 5, 7, 8, 10, 11, 13–16)
- Jack Antonoff – mixagem (2, 4, 5, 7, 8, 10, 11, 13–16), engenheiro (4, 5, 7, 8, 10, 11, 13–16)
- Michael Harris – mixagem (3), engenheiro (2, 3, 9, 12, 15)
- Ian Doerr – engenheiro (6, 7)
- Kaleb Rollins – engenheiro (6, 7)
- Brian Fennell – engenheiro (10)
- Oli Jacobs – engenheiro (11)
- Evan Smith – engenheiro (13)
- Mike Riddleberger – engenheiro (13)
- Mikey Freedom Hart – engenheiro (13)
- Sean Hutchinson – engenheiro (13)
- Zem Audu – engenheiro (13)
- Jon Sher – assistente de engenheiro de gravação (1–5, 7–16)
- Mark Aguilar – assistente de engenheiro de gravação (1, 2, 10–16)
- Bill Mims – assistente de engenheiro de gravação (1, 2, 12)
- Ben Fletcher – assistente de engenheiro de gravação (2, 3)
- Megan Searl – assistente de engenheiro de gravação (2, 4, 5, 7–11, 13–16)
- Brian Rajaratnam – assistente de engenheiro de gravação (2, 8, 10, 11, 14, 15)
- Matt Tuggle – assistente de engenheiro de gravação (2, 8, 10, 11, 14, 15)
- Ivan Handwerk – assistente de engenheiro de gravação (2, 3)
- Daniel Cayotte – assistente de engenheiro de gravação (4)
- Rémy Dumelz – assistente de engenheiro de gravação (4)
- Bobby Mota – assistente de engenheiro de gravação (6)
- Gregg White – assistente de engenheiro de gravação (6)

## Desempenho nas tabelas musicais
| Tabela musical (2023)                          | Melhor posição |
| ---------------------------------------------- | -------------- |
| Alemanha (Offizielle Top 100)                  | 3              |
| Austrália (ARIA)                               | 1              |
| Áustria (Ö3 Austria)                           | 4              |
| Bélgica (Ultratop de Flandres)                 | 1              |
| Bélgica (Ultratop de Valônia)                  | 2              |
| Canadá (Billboard)                             | 3              |
| Chéquia (ČNS IFPI)                             | 10             |
| Croácia (HDU)                                  | 2              |
| Dinamarca (Hitlisten)                          | 6              |
| Escócia (OCC)                                  | 1              |
| Eslováquia (ČNS IFPI)                          | 13             |
| Espanha (PROMUSICAE)                           | 6              |
| Estados Unidos (Billboard 200)                 | 3              |
| Estados Unidos (Top Alternative Albums)        | 1              |
| Estados Unidos (Top Rock & Alternative Albums) | 1              |
| Finlândia (Suomen virallinen lista)            | 6              |
| França (SNEP)                                  | 2              |
| Grécia (IFPI Greece)                           | 1              |
| Holanda (Dutch Charts)                         | 1              |
| Hungria (MAHASZ)                               | 8              |
| Irlanda (IRMA)                                 | 1              |
| Islândia (Plötutíðindi)                        | 4              |
| Itália (FIMI)                                  | 8              |
| Lituânia (AGATA)                               | 4              |
| Noruega (VG-lista)                             | 2              |
| Nova Zelândia (RMNZ)                           | 1              |
| Países Baixos (Album Top 100)                  | 1              |
| Polônia (ZPAV)                                 | 4              |
| Portugal (AFP)                                 | 1              |
| Reino Unido (OCC)                              | 1              |
| Suécia (Sverigetopplistan)                     | 6              |
| Suíça (Schweizer Hitparade)                    | 4              |

## Certificações
| Região                                                       | Certificação | Unidades/vendas |
| ------------------------------------------------------------ | ------------ | --------------- |
| Canadá (Music Canada)                                        | Ouro         | 40.000‡         |
| Polônia (ZPAV)                                               | Ouro         | 10.000‡         |
| Reino Unido (BPI)                                            | Ouro         | 100.000‡        |
| ‡vendas+valores de streaming baseados apenas na certificação |              |                 |

## Histórico de lançamento
| Região | Data                | Formato                                     | Gravadora          | Ref.                          |
| ------ | ------------------- | ------------------------------------------- | ------------------ | ----------------------------- |
| Várias | 24 de março de 2023 | Cassete CD download digital streaming vinil | Interscope Polydor | [ 17 ] [ 87 ] [ 123 ] [ 124 ] |